# Каса
Касата за бутилки е контейнер, използван за транспортиране на контейнери с напитки. В днешно време те обикновено се изработват от пластмаса, но преди широкото използване на пластмаса те обикновено са направени от дървесина или метал.
Касите за разнасяне на напитки започват да се произвеждат от High-density polyethylene (HDPE) през 50-те години.
Такива каси могат да бъдат дълготрайни. През 80-те години в Швеция е организирана кампания за връщане, когато касите с 25 бутилки са заменени от по-ергономичните щайги с 20 бутилки. Някои от касите, върнати за рециклиране, се използват от 60-те години на миналия век.
Тъй като производителите избягват пигментации на основата на олово и кадмий, в отговор на законодателството и общественото мнение, те са прибегнали до други методи за оцветяване на касите от HDPE. В Япония от началото на 70-те години касите за бутилки от HDPE са пигментирани с различни перилен, хинакридон, азо конденз и изоиндолинови пигменти. Японските производители са ги модифицирали, за да контролират поведението на нуклеация и са подобрили характеристиките на атмосферните влияния и устойчивостта на удар, като са направили системите за стабилизиране на светлината по-ефективни.

## Галерия
- Стари сандъци за бира
- Метални каси, Германия
- Стари каси, Германия
- Каси с бутилки минерална вода
- Пластмасови каси, превозвани с товарен велосипед, Индонезия
- Склад с каси, Швеция
- Различни каси в изба, Нидерландия